# Belgia na Letnich Igrzyskach Olimpijskich 1980
Belgię na Letnich Igrzyskach Olimpijskich 1980 reprezentowało 59 zawodników. Flaga olimpijska używana przez reprezentację była wynikiem bojkotu igrzysk.

## Zdobyte medale
| Medal | Zawodnik      | Dyscyplina | Konkurencja            |
| ----- | ------------- | ---------- | ---------------------- |
| Złoto | Roger Ilegems | Judo       | Waga półciężka (95 kg) |